# Mnożnik zrównoważonego budżetu
Mnożnik zrównoważonego budżetu – mechanizm polegający na tym, że wzrost wydatków państwa, któremu towarzyszy taki sam wzrost podatków, powoduje zwiększenie produkcji.

## Przykład
Przy stopie podatkowej równej 20% i krańcowej skłonności do konsumpcji (KSK/MPC) równej 0,7 państwo zwiększa wydatki o 200 jednostek pieniężnych i jednocześnie o taką samą kwotę zwiększa wpływy z podatków. Wzrost wydatków rządowych podnosi zagregowany popyt o 200, natomiast wzrost podatków obniża łączny popyt o {\displaystyle 200+0{,}7} {\displaystyle (200\cdot {\text{KSK}}).} W efekcie popyt globalny wzrasta o {\displaystyle 60+(200-140),} a następnie dodatkowo o wpływ mnożnika.